# Lillian Watson
Lillian Watson (n. 11 iulie 1950, Mineola⁠(d), New York, SUA) este o înotătoare americană, medaliată olimpică. A participat la 2 ediții ale Jocurilor Olimpice (1964, 1968) în care a câștigat 4 medalii de aur.